# Elzbieta Jasinska Brunnberg
Elzbieta Jasinska Brunnberg, född 1947 i Sopot, Polen, död 2 mars 2020 i Lund, var en svensk kulturskribent, förläggare, filmproducent och filmfestivaldirektör.
Elzbieta Jasinska Brunnberg var bosatt i Lund sedan 1976 och har i många år samarbetat med Sydsvenska Dagbladets kulturredaktion, skrivit för Svenska Dagbladet , publicerats i Dagens Nyheter och svenska kulturtidskrifter som Moderna Tider, OrkesterJournalen, Biblioteksbladet, RUM och den finlandssvenska Ny Tid . 2000 publicerades i Smedjan hennes artikel om mordet på polska officerare i Katyn, "Lögnen om Katyn" . 2004–2005 skrev hon Lundakrönika i Sydsvenskan. I juni 1996 genomförde hon som idégivare och projektledare kulturprojektet Kulturbro Malmö-Lund.
1997 grundade Brunnberg bokförlaget Art Factory för utgivning av smal kvalitetslitteratur. Författare som utges är bland andra: Wislawa Szymborska, Slawomir Mrozek, Lars Gustafsson, Mónika Mesterházi och Anna Szabó T. Förlaget lades ned 2012 som resultat av nekat utgivningsstöd.
I februari 2009 grundade hon föreningen ArchFilmLund som årligen organiserar Lund International Architecture Film Festival + Extras och fungerade som festivalens programdirektör fram till februari 2019, då hon övergått till att fungera som Senior adviser och filmjuryansvarig.
Sedan november 2012 arbetade hon som manusförfattare, regissör och samproducent för dokumentärfilm (Art Film Factory). Debutfilmen "Fyra drömmar och tusen rivningar", i samproduktion med studio 29media, hade premiär 9 september i Lund. Filmen har antagits av Cannes Film Festival 2015, Short Film Corner, av Architecture & Design Film Festival i New York, 13-18 oktober 2015. Filmen "Skissen som Konstverk" (The Sketch as Art), 2017, initierad och producerad i samproduktion med Within Walls (Malmö/Köpenhamn), ArchFilmLund och Film i Skåne, med stöd från Framtidens Lund, antogs av Cannes Film Festival Short Film Corner i maj 2017. Den långa dokumentärfilmen "Vem var Domenico D´uva?" söker utvecklingsstöd.
Åren 2017–2019 var Brunnberg medlem i Sveriges Arkitekters kritikerjury.